# Estação Tuileries
Tuileries é uma estação da linha 1 do Metrô de Paris localizada no 1º arrondissement de Paris.

## Localização
A estação está situada na rue de Rivoli, ao longo do Jardim das Tulherias.

## História
A estação foi inaugurada em 19 de julho de 1900 com o lançamento do primeiro trecho da linha 1 entre Porte de Vincennes e Porte Maillot.
Em 2000, essa mesma, anteriormente encorpada desde a década de 1960, foi decorada para o centenário do metrô e da linha 1. A decoração mural nas plataformas evoca a história cultural do metrô em relação a essa parte do século XX, através de vastos painéis temáticos ilustrados com imagens emblemáticas por décadas.
Como parte da automatização da linha 1, as plataformas da estação Tuileries foram melhoradas no fim de semana de 18 e 19 de outubro de 2008.
Em 2011 2 473 945 passageiros entraram nesta estação. Ela viu entrar 2 616 916 passageiros em 2013 o que a coloca na 211ª posição das estações de metrô por sua frequência em 302.

## Serviços aos Passageiros

### Acessos
A estação tem dois acessos que dão para a Rue de Rivoli, à direita da entrada dos Jardins das Tulherias:
- 206, rue de Rivoli;
- 210, rue de Rivoli.

Cada um é ornado com uma edícula Guimard inscrito como monumentos históricos pelo decreto de 29 de maio de 1978.

### Plataformas

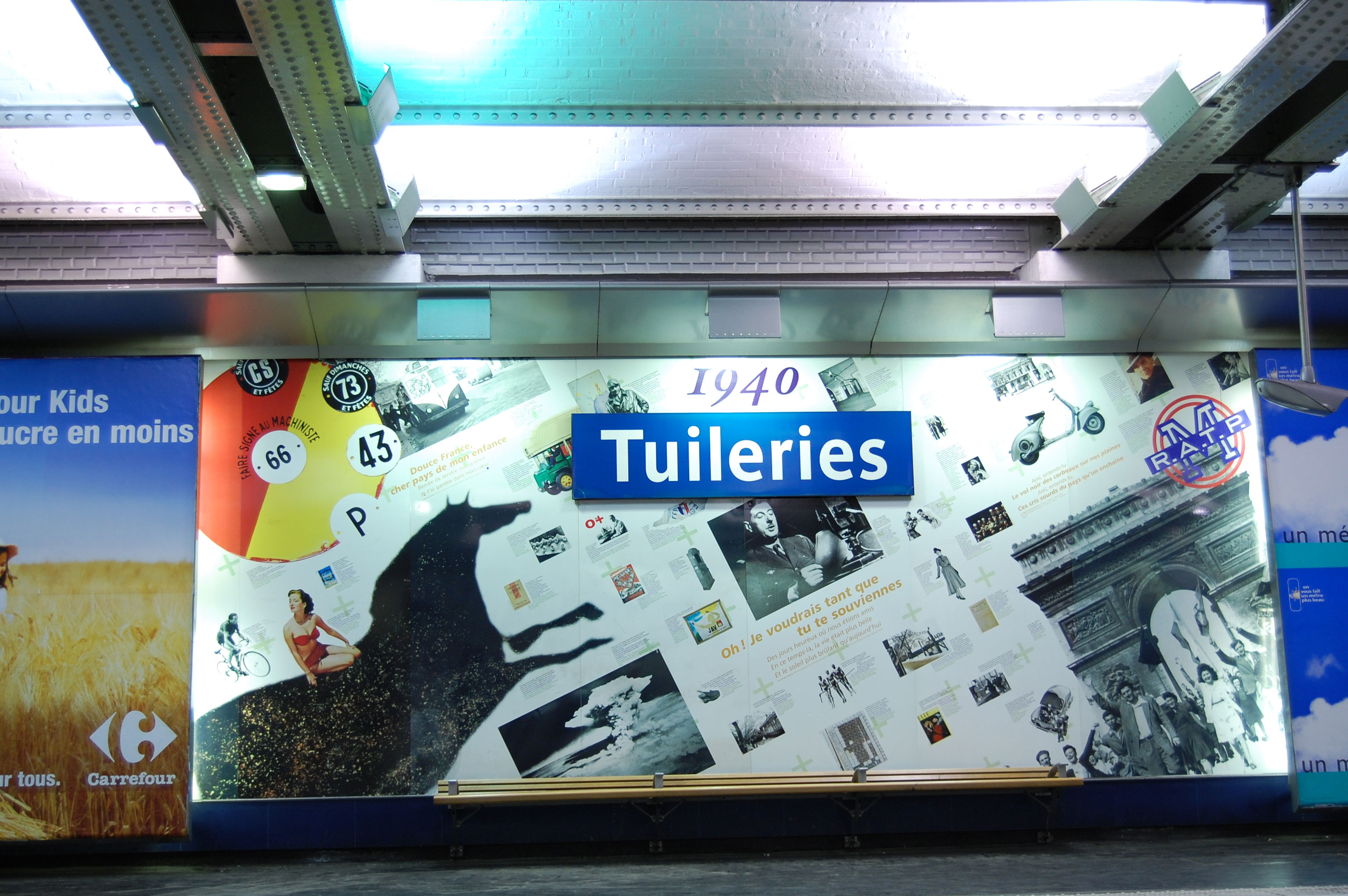
A decoração da estação

Tuileries é uma estação de configuração padrão: ela possui duas plataformas laterais separadas pelas vias do metrô. Estabelecido ao nível do solo, o teto é constituído de um tabuleiro metálico, cujas vigas, de cor prateada, são sustentadas por pés-direitos verticais. Uma cripta de 15 metros de comprimento, cujo teto repousa sobre pilares muito próximos, estende-se em sua extremidade ocidental depois da passagem da linha aos trens de seis carros na década de 1960. A decoração dos pés-direitos, criada na ocasião do centenário do metrô e da linha 1, é "cultural", evocando a história cultural do metrô em relação à do século XX através de grandes painéis temáticos ilustrados com imagens emblemáticas por década. As telhas cerâmicas brancas biseladas recobrem unicamente os tímpanos, as saídas dos corredores e os pés-direitos sob a cripta. A abóbada desta última é pintada de branco, enquanto que suas colunas são cobertas com pequenas telhas de cerâmica brancas planas colocadas verticalmente. Os quadros publicitários são metálicos e o nome da estação é em fonte Parisine em placa esmaltada. As plataformas são equipadas com bancos feitos de ripas e de portas de plataforma.
Em maio de 2023, os painéis temáticos são renovados e representam um afresco evocando plantas como desenhos de árvores, folhas e flores, criado por Cyprien Chabert. Da mesma forma, as placas esmaltadas da estação passaram a ter fundo verde.

### Intermodalidade
A estação é servida pela linha 72 da rede de ônibus RATP e, à noite, pelas linhas N11 e N24 da rede Noctilien.

## Pontos turísticos
- Jardins das Tulherias
- Arco do Triunfo do Carrossel
- Place Vendôme, Coluna de Vendôme
- Ministério da Justiça

Galeria de fotografias
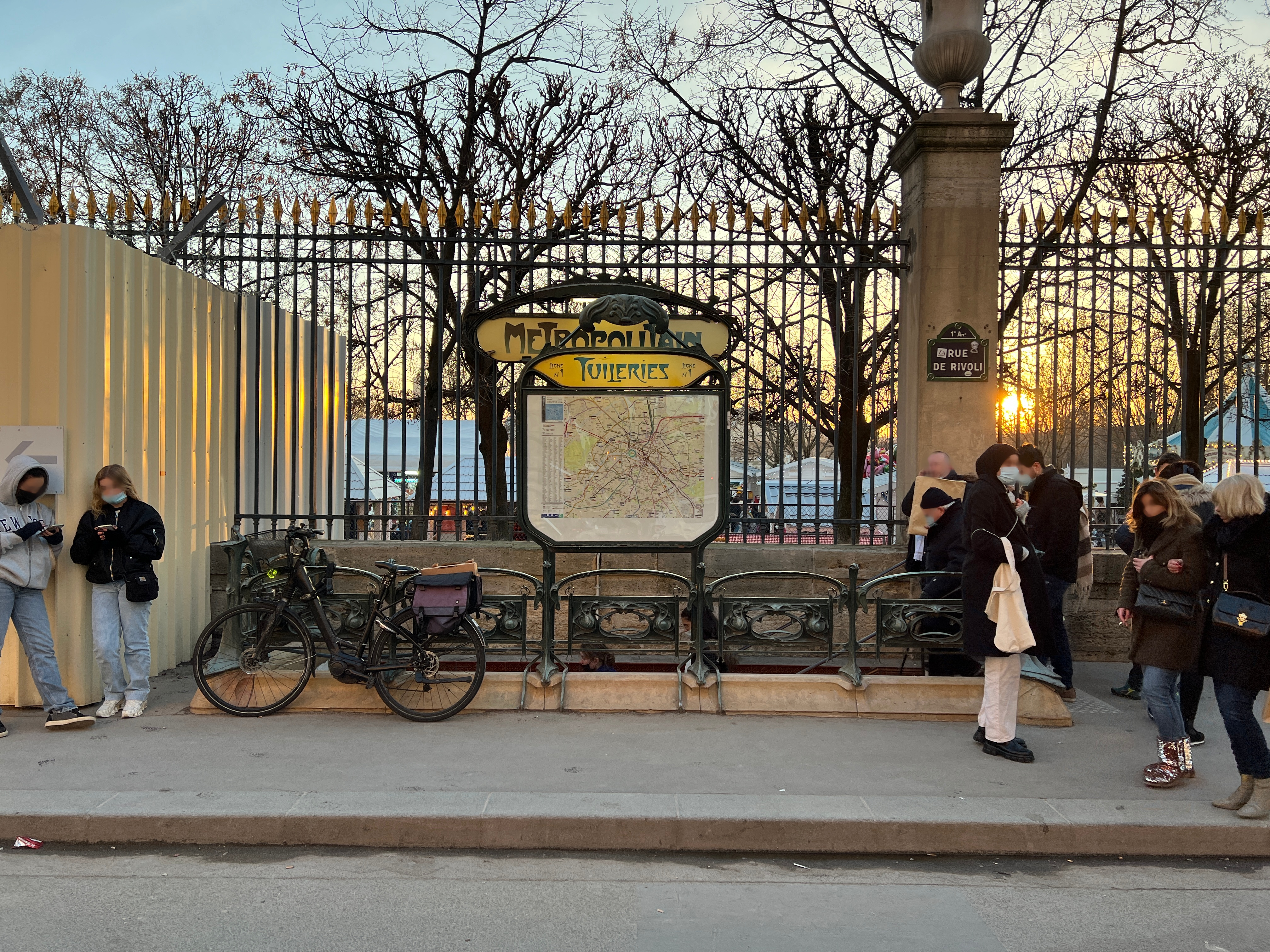
Acesso à estação.
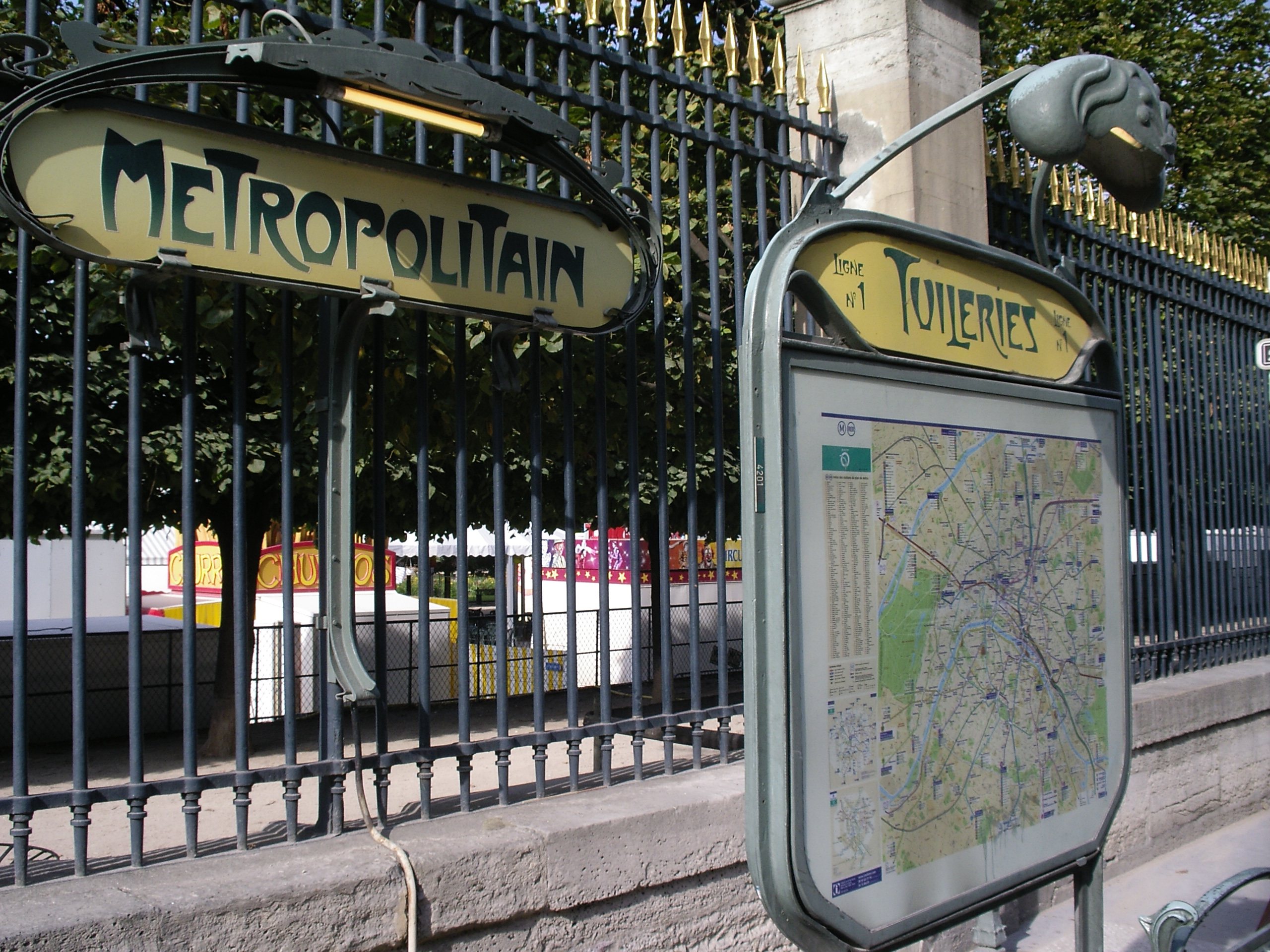
Acesso à estação.
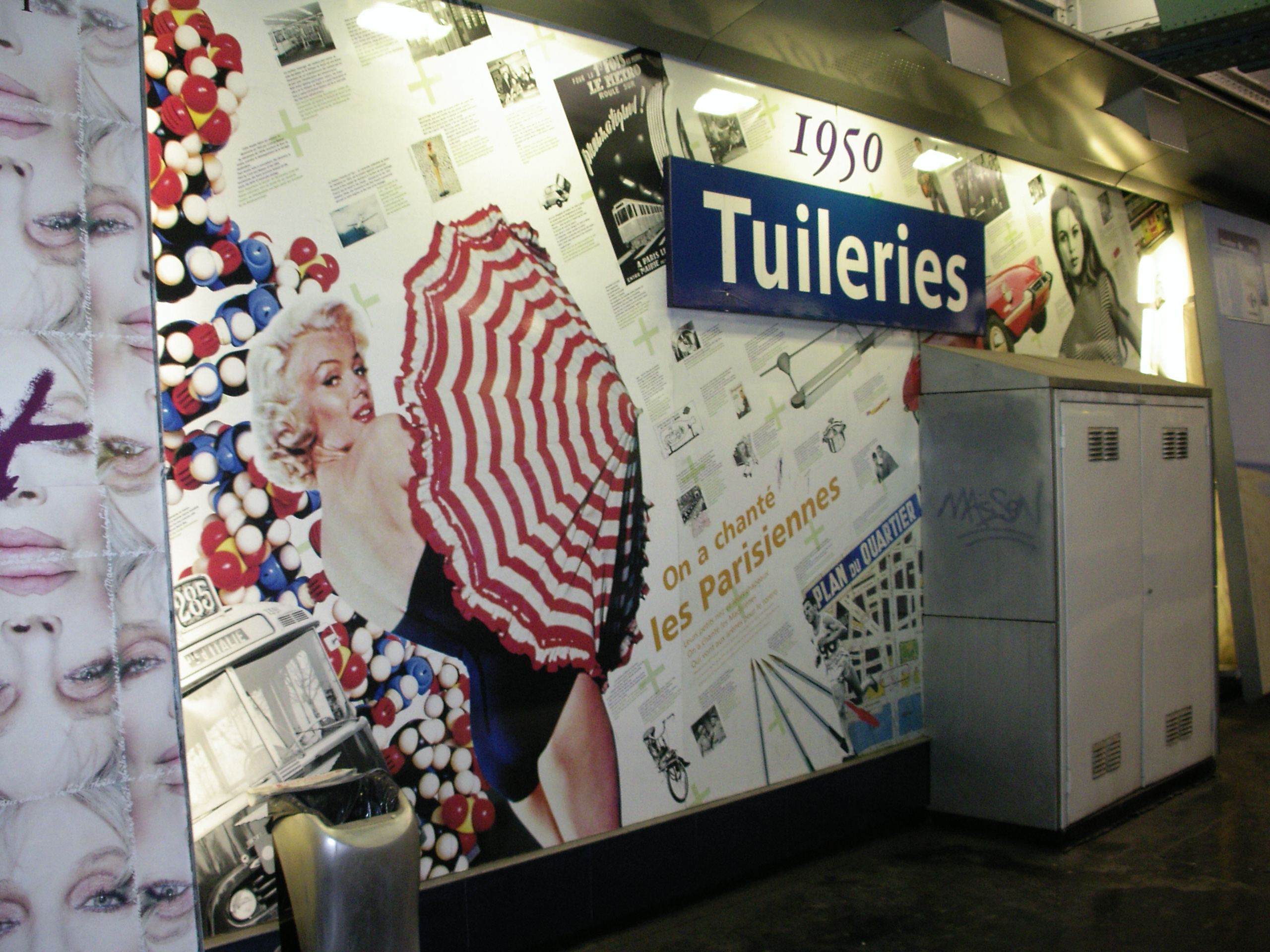
Decoração.
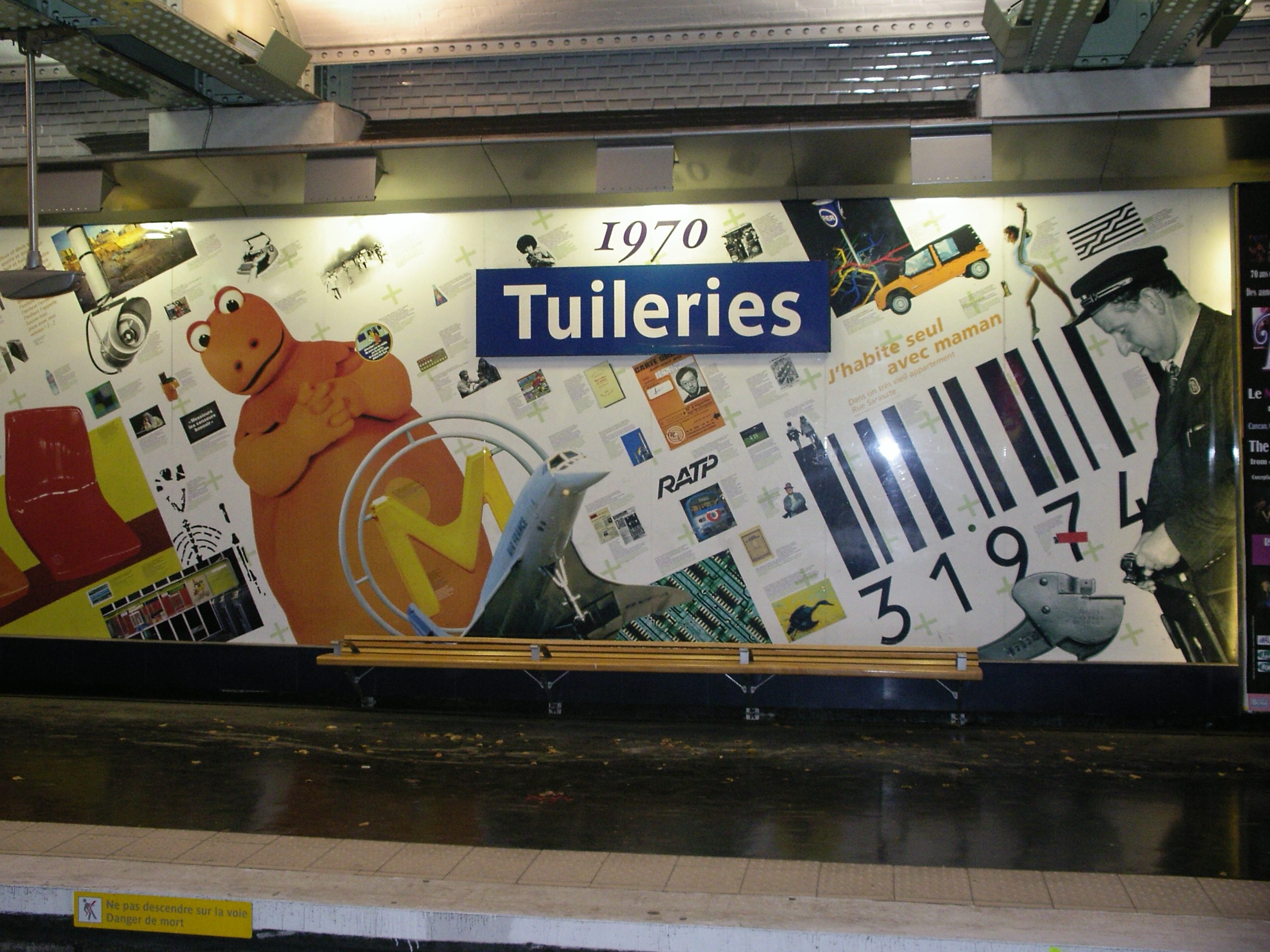
Decoração.